# NGC 4537
NGC 4537 = NGC 4542 ist eine Spiralgalaxie vom Hubble-Typ Sd im Sternbild Canes Venatici am Nordsternhimmel. Sie ist schätzungsweise 536 Millionen Lichtjahre von der Milchstraße entfernt und hat einen Durchmesser von etwa 160.000 Lj. 
Die Typ-Ia-Supernova SN 2009do wurde hier beobachtet.
Das Objekt wurde am 17. Februar 1831 von dem britischen Astronomen John Herschel entdeckt.